# PLAGUES
PLAGUES（プレイグス）は日本のロックバンド。

## メンバー

### 現メンバー
- 深沼元昭（ふかぬま もとあき、1969年1月31日 - ）ボーカル、ギター担当。現在、Mellowhead(ソロ・プロジェクト)/GHEEE(Vo, G)として活動中。
- 後藤敏昭（ごとう としあき、1970年12月8日 - ）ドラム担当。

### 元メンバー
- 岡本達也（おかもと たつや、1968年6月17日 - ）ベース担当。1997年脱退。

## 概要
1990年結成。1994年に『Cinnamon Hotel』でメジャーデビュー。2002年3月に「活動休暇」を宣言した。
2010年ベースにTRICERATOPSの林幸治、キーボードに堀江博久（活動休止前も参加）をサポートに迎え活動再開。
2012年10月、11年ぶりに完全新作となるニュー・アルバム『CLOUD CUTTER』を発表した。　

## ディスコグラフィー

### シングル
- Ride,ride,ride（1994年11月30日）
- 国境を越えて（1995年2月25日）
- 最後のハイウェイの夢（1996年2月25日）
- ハッピー・プレイス（1996年4月25日）
- ヘイ・ミスター・ドリーマー（1996年7月10日）
- SPIN（1996年11月10日）
- OK（1997年2月25日）
- 凱旋門（1998年5月25日）
- フィクションズ・オブ・ライフ（1998年6月25日）
- 昇る陽より東へ（2000年2月2日）
- ニュー・ホライズン（2000年4月12日）
- 37.5℃（2000年8月23日）
- トランキライザー・ガン（2000年11月22日）
- I hate this music（2001年3月14日）

### アルバム
- BEACHRIDER 77（1993年3月21日）ミニアルバム
- CALIFORNIA SORROW KING （1993年10月21日）
- CINNAMON HOTEL（1994年6月25日）メジャーデビューアルバム
- Little Buffalo Lullaby（1995年3月25日）
- SENTIMENTAL KICK BOXER（1996年5月10日）
- LOVE SAVANNAH（1997年3月25日）
- Plagues Ⅴ（1998年7月15日）
- 鮫とハイビスカス（2000年4月26日）
- SALMON AND BEAR~BEST OF PLAGUES（2000年6月21日）ベストアルバム
- Loud Mary（2000年6月21日）リミックス&レアテイク集
- FROM HAWAII TO HELL（2001年4月4日）
- イスカンダル（2002年3月20日）レアテイク集
- OUR RUSTY WAGON（2010年8月25日）新たに録音しなおした過去曲28曲と新曲2曲を収録した「リテイク・ベスト」
- CLOUD CUTTER（2012年10月24日）
- Swamp riding（2013年3月6日）リテイクベストアルバム第2弾
- Free Will（2017年1月25日）

### その他
- バンドスコア「プレイグス」（2000年7月1日）

## タイアップ一覧
| 使用年 | 曲名                       | タイアップ                                                                   |
| ------ | -------------------------- | ---------------------------------------------------------------------------- |
| 1995年 | シトロエン幻想             | テレビ神奈川『ミュージックトマトJAPAN』オープニングテーマ                    |
| 1996年 | 最後のハイウェイの夢       | TBS系『M Navi』エンディングテーマ                                            |
| 1996年 | ハッピー・プレイス         | テレビ神奈川『ミュージックトマトJAPAN』オープニングテーマ/エンディングテーマ |
| 1996年 | ヘイ・ミスター・ドリーマー | NHK-FM『ミュージック・スクエア』1996年6・7月度オープニングテーマ             |
| 1996年 | SPIN                       | 花王「SUCCESS・トニック」CFソング                                            |
| 1997年 | OK                         | テレビ東京系ドラマ『エコエコアザラク』オープニングテーマ（第1話 - 第12話）   |
| 2000年 | トランキライザー・ガン     | 東海テレビ・フジテレビ系『年の差バトル!言い分vsEぶん!!』エンディングテーマ   |
| 2012年 | トリシュナ                 | TBS『エン活!』エンディングテーマ                                             |

## ヘビーローテーション/パワープレイ

### テレビ
| 放送年 | 曲名                 | ヘビーローテーション/パワープレイ         |
| ------ | -------------------- | ----------------------------------------- |
| 1996年 | 最後のハイウェイの夢 | スペースシャワーTV 1996年2月度POWER PUSH! |

### ラジオ
| 放送年 | 曲名               | ラジオヘビーローテーション/パワープレイ |
| ------ | ------------------ | --------------------------------------- |
| 1995年 | 国境を越えて       | NORTH WAVE 1995年3月度POWER PLAY        |
| 1996年 | ハッピー・プレイス | FM-NIIGATA 1996年6月度パワープレイ      |